# Карозо, Фабрицио
Марко Фабрицио Карозо (итал. Marco Fabrizio (Fabritio) Caroso) (между 1526 и 1531 годами, Сермонета — не ранее 1605 года) — итальянский писатель, композитор, хореограф и мастер танца эпохи Возрождения.

## Биографический очерк
Провел большую часть своей жизни в Риме, где преподавал танцы. Он является автором танцевального руководства «Танцовщик» (Il ballarino), опубликованного в 1581 году в Венеции. Издание посвящалось Великой герцогине Тосканы Бьянке Каппелло из рода Медичи. Расширенное издание под названием «Благородство дамы» (Nobiltà di Dame) было опубликовано в 1605 году. Это один из самых важных источников истории танца в XVI веке, где приведены правила исполнения танцев с описаниями и рисунками шагов, балетными аранжировками и табулатурами для лютни.
В его труде также описываются основные бальные танцы того времени, такие как гальярда, канарио, каскарда, сальтарелло или тордильоне.